# الأهالي (مجلة)
مجلة الأهالي مجلة لإسماعيل أباظة باللغة العربية بين عامي 1894 و1895 في القاهرة. وقد عرّف أباظة هدف المجلة بأنه إخطار الحكومة برغبات الشعب، وتطلعاته، وشكواه من المخالفات والمظالم. وكما هو الحال مع مجلة المقطم، فقد ركزت على خدمة الحكومة من خلال إيصال رسالتها إلى الشعب.